# روش لوالوآ

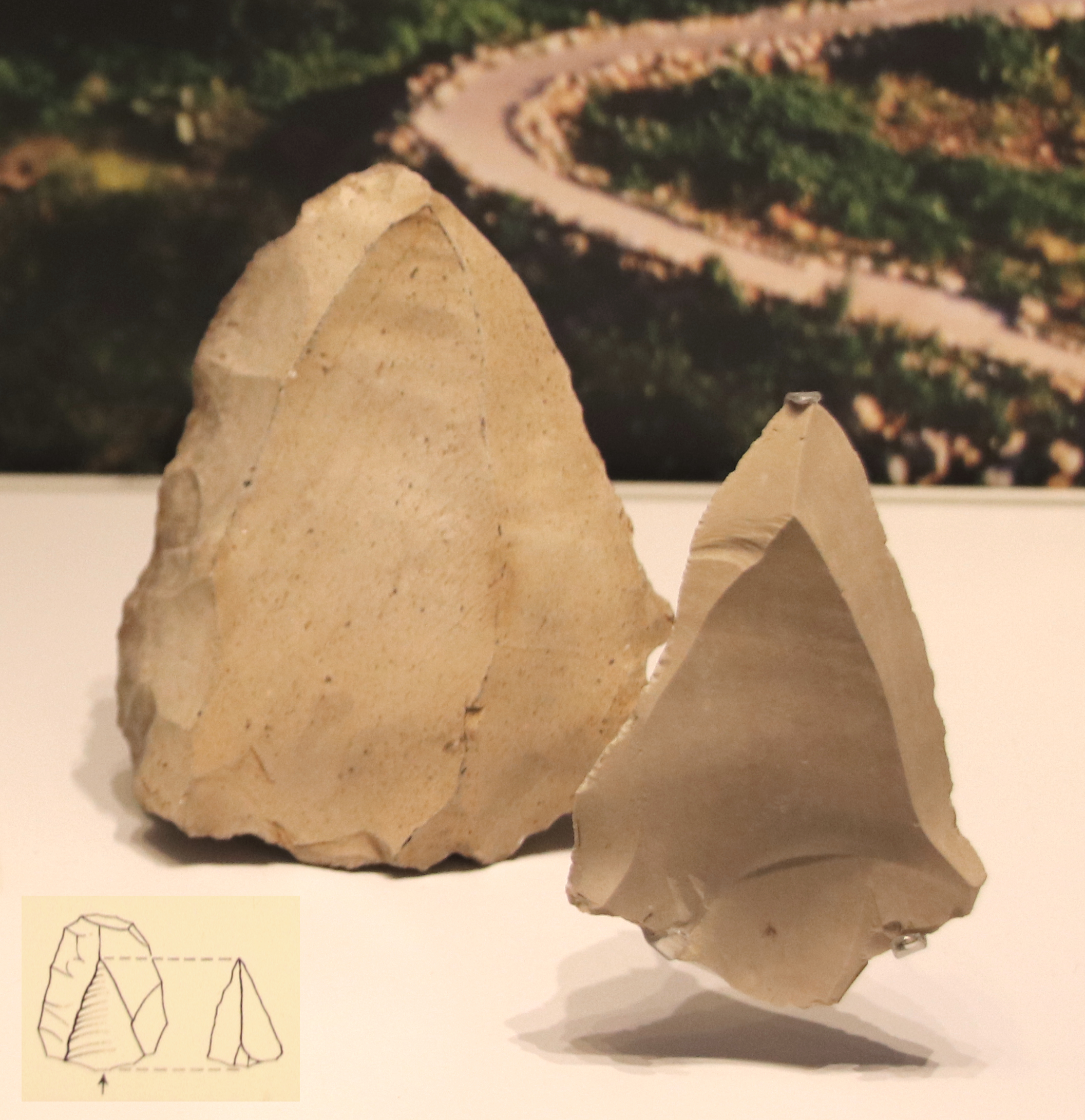
تولید نقاط و نوک نیزه از هسته سنگ چخماق، تکنیک لوالوا، فرهنگ موستری، غار طابون، اسرائیل، 250,000–50,000 BP. موزه اسرائیل

روش لوالوآ (انگلیسی: Levallois technique)، نامی است که باستان‌شناسان به نوع متمایز سنگ‌تراشی داده‌اند که حدود ۲۵۰۰۰۰ تا ۴۰۰۰۰۰ سال پیش در دوره پارینه‌سنگی میانی ایجاد شد. این بخشی از صنعت ابزار سنگی موستری است و توسط نئاندرتال‌ها در اروپا و توسط انسان‌های مدرن در مناطق دیگر مانند شام (سرزمین) استفاده می‌شد.